# Sixto II
Sixto II (Grecia, c. 195-Roma,  6 de agosto de 258) fue el 24.º papa de la Iglesia católica, de 257 a 258.

## Biografía
Elegido para suceder a Esteban I, San Sixto II o Sixto II (en latín: Xystus Secundus). Obispo de Roma entre el 31 de agosto del 257 y el 6 de agosto del 258. Nacido en Grecia, fue elegido para el cargo de papa bajo el reinado del emperador Valeriano, quien desató una fuerte represión contra los cristianos que acabó con la vida de muchos seguidores de esta religión, incluida la del propio Sixto II. Fue el primer papa de la historia en llevar un nombre ya utilizado por un predecesor.

## Pontificado
Durante el pontificado de Esteban I se había producido la ruptura entre la Iglesia de Roma con las Iglesias de África y Asia Menor. Los primeros defendían la validez de los bautismos oficiados por los lapsi, siempre que se hubieran hecho en nombre de la santísima Trinidad, mientras que los segundos negaban su validez por considerarlos herejes. Sixto II logró poner fin a la disputa que enfrentaba a la cristiandad al renunciar a imponer la postura defendida por Roma. Las relaciones con Cipriano de Cartago, obispo de Cartago volvieron a ser amistosas, sin duda porque fue aceptada la postura de este: que fuera competencia de cada obispo, en su propia Iglesia, la toma de decisiones sobre el caso que se presentara. En lo que las dos partes estaban absolutamente conformes era en que la legitimidad de cada sede episcopal venía de su fundador o patriarca, que era siempre, directamente o por jerarquía, un apóstol: a las enseñanzas impartidas por él se les debía obediencia.
Su pontificado se inició poco después de que el emperador Valeriano hubiera proclamado un edicto de persecución contra los cristianos en el que prohibía el culto cristiano y las reuniones en los cementerios, ubicados en las catacumbas. Esta última disposición exigió una nueva ley, pues quebrantaba la salvaguardia que siempre el derecho romano había otorgado a los cementerios. Eran lugares en los que, durante las persecuciones, los cristianos se reunían para celebrar sus cultos, a pesar de que Valeriano había prohibido tales reuniones. 
Según el martirologio romano, Sixto II fue detenido mientras estaba celebrando misa en el cementerio de Pretextato, muriendo mártir al ser decapitado (según la tradición en la Cárcel Mamertina) junto a algunos de los diáconos que le acompañaban en el momento de su captura: san Genaro, san Vicente, san Magno y san Esteban. Ese mismo día también sufrieron el martirio los diáconos santos Felicísimo y Agapito, y poco después el diácono san Lorenzo. Fue enterrado en las Catacumbas de San Calixto. De este modo las autoridades imperiales creyeron haber acabado con la Iglesia de Roma. De hecho, por la violencia de la persecución fue imposible nombrar el sucesor de Sixto II, Dionisio I hasta un año después de su muerte, hasta que llegaron las noticias de la prisión y muerte de Valeriano en el 259. 

Al papa Sixto II se le atribuyó en alguna época la autoría de la obra Sentencias de Sexto, también conocida como “Anillo de Sixto”, obra que en realidad es debida a un filósofo pitagórico llamado también Sixto.

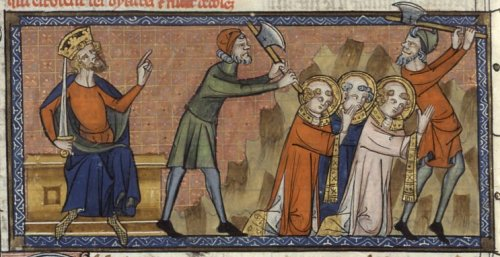
Representación del martirio de Sixto II y sus diáconos en un manuscrito.

El papa Sixto II efectuó el traslado de los restos de San Pedro y San Pablo. 
Su fiesta se celebra el 7 de agosto.